# Callirrhoe
Callirrhoe fou un lloc d'aigües termals a l'est del Jordà no lluny de la mar Morta, on Herodes el Gran va anar per curar-se d'una malaltia, per consell mèdic. Les aigües arriben fins a la mar Morta i són calentes i adequades per les cures.